# Sandsjöbacka naturreservat, Västra Götalands län
Sandsjöbacka är ett naturreservat beläget i Fässbergs, Kållereds och Lindome socknar i Mölndals kommun och Askims socken i Göteborgs kommun. Delarna i Fässbergs, Kållereds och Askims socknar ligger i Västergötland medan delen i Lindome socken ligger i Halland. Naturreservatet har varit skyddat sedan 1969. Det förvaltas av Västkuststiftelsen. Det gränsar i söder till motsvarande reservat i Hallands län: Sandsjöbacka naturreservat, Hallands län.

## Geografi
Topografin i Sandsjöbackareservatet karaktäriseras av det sprickdalslandskap som utgör en fortsättning på det bohuslänska dito. Naturen växlar mellan hedlandskap på bergen och naturskog med mycket ek nere i dalarna. Sandsjöbackadrumlinen – "Bräckan" – som gett namn åt reservatet, kantar den kilometern breda Sandsjö, en mindre sjö är Mellsjö.
Naturreservatet genomkorsas av ett antal olika vandringsleder i olika svårighetsklasser, varav den mest kända heter Sandsjöbackaleden. Under ett tiotal år arrangerades via Sandsjöbackaleden större gemensamma septembervandringar – Sandsjöbackalunken. Den fanns i längre och kortare varianter, där den längsta gick från Kyrkbyn-Dala i söder till Sisjön i norr. Nära reservatet ligger Sveriges första ekodukt Sandsjöbacka-ekodukten.

## Bilder

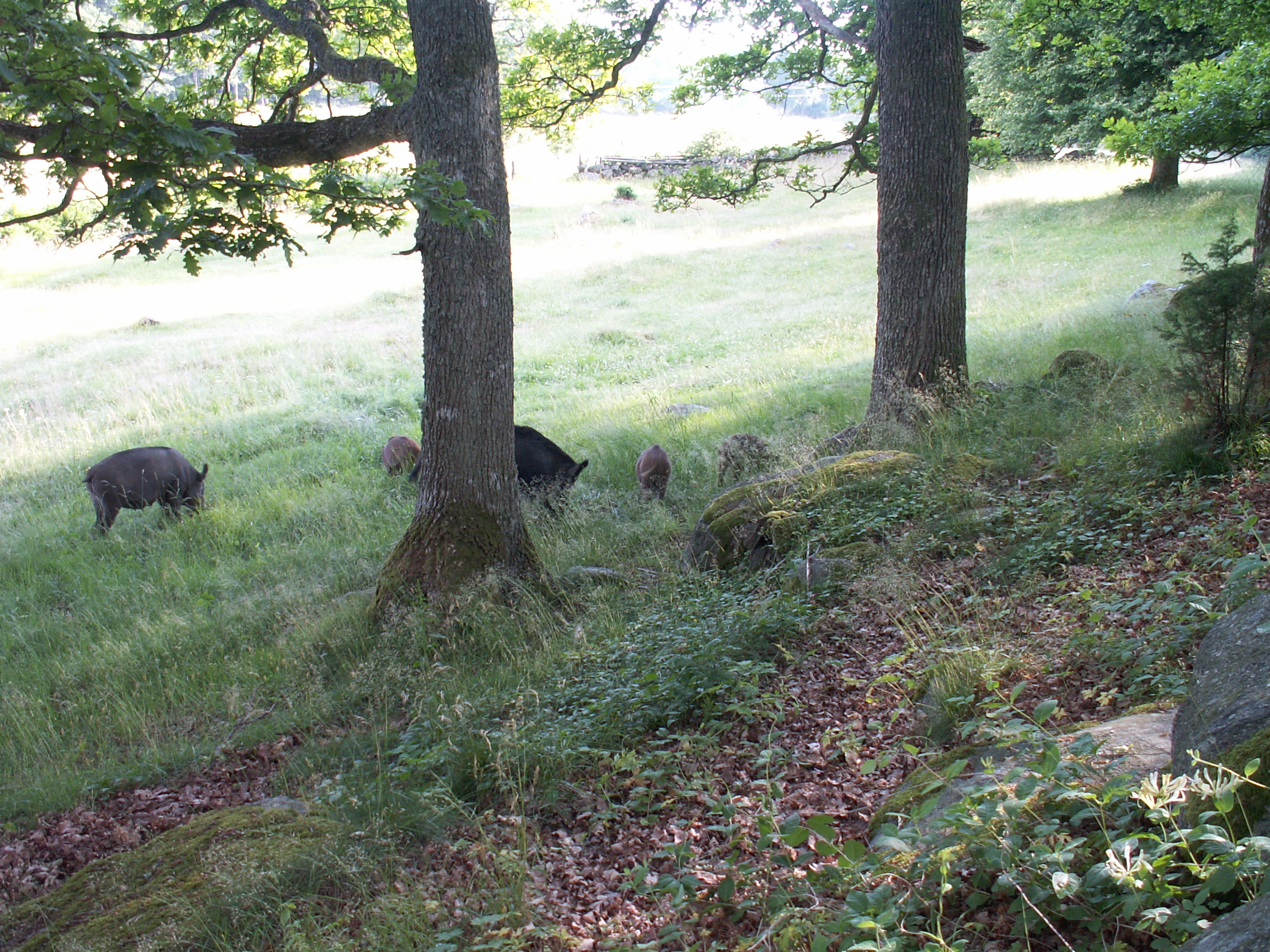
Ekar samsas med vildkaprifol och vildsvin, i en av de centrala dalsänkorna. Foto från juli 2005.
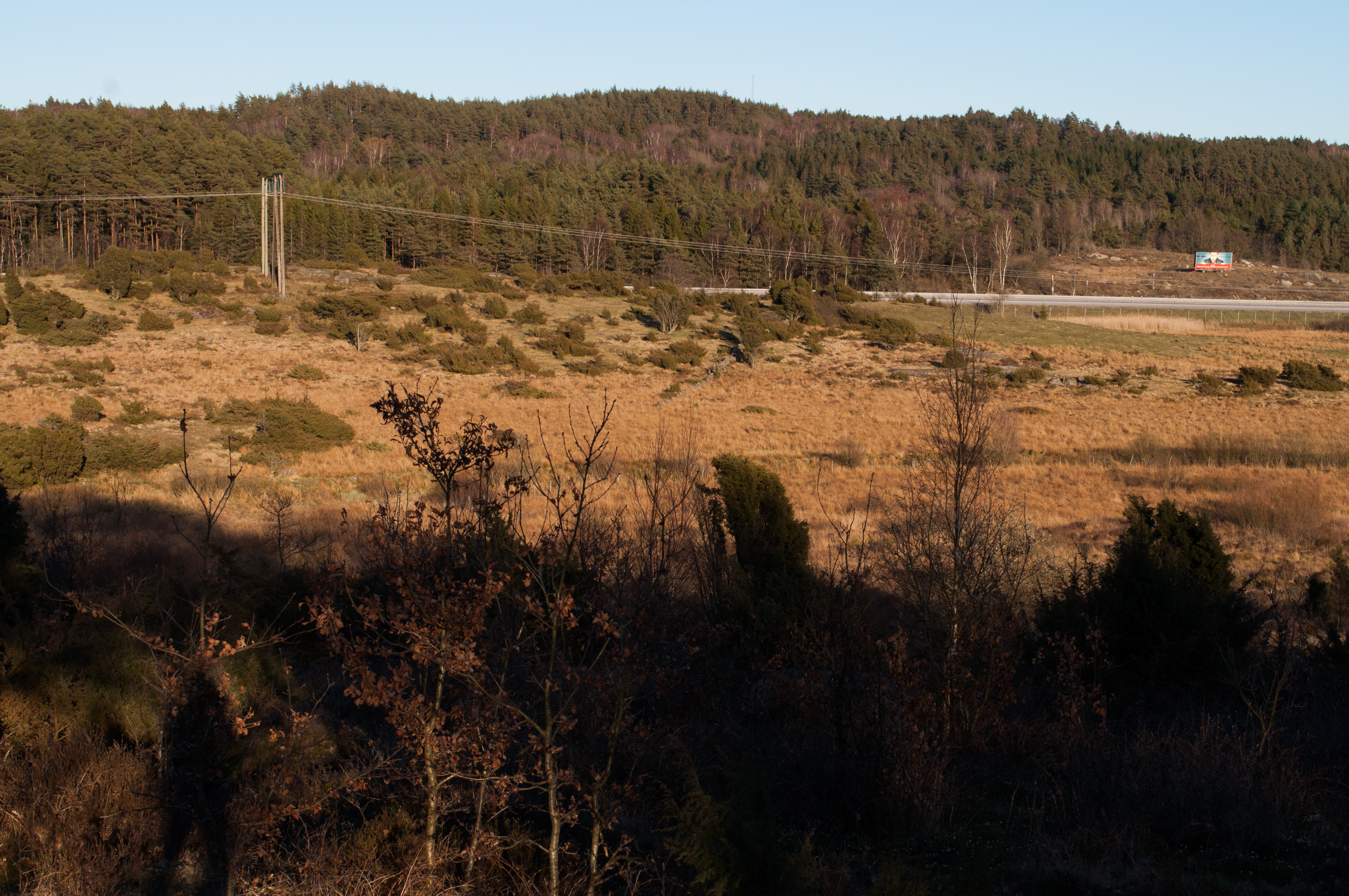
Sandsjöbacka, Kungsbacka, april 2017.
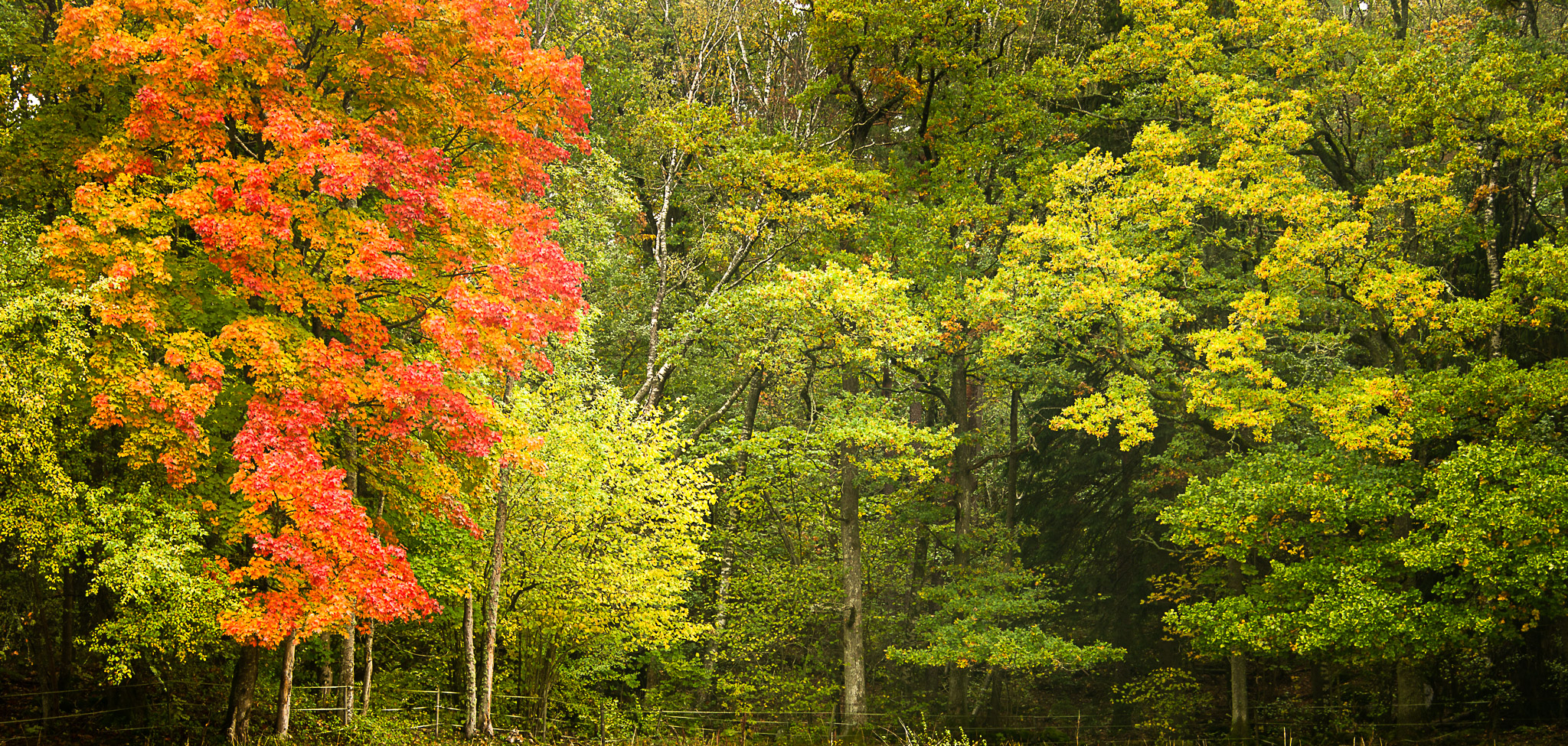
Höstfärger vid Årekärrslunden i Sandsjöbacka naturreservat.
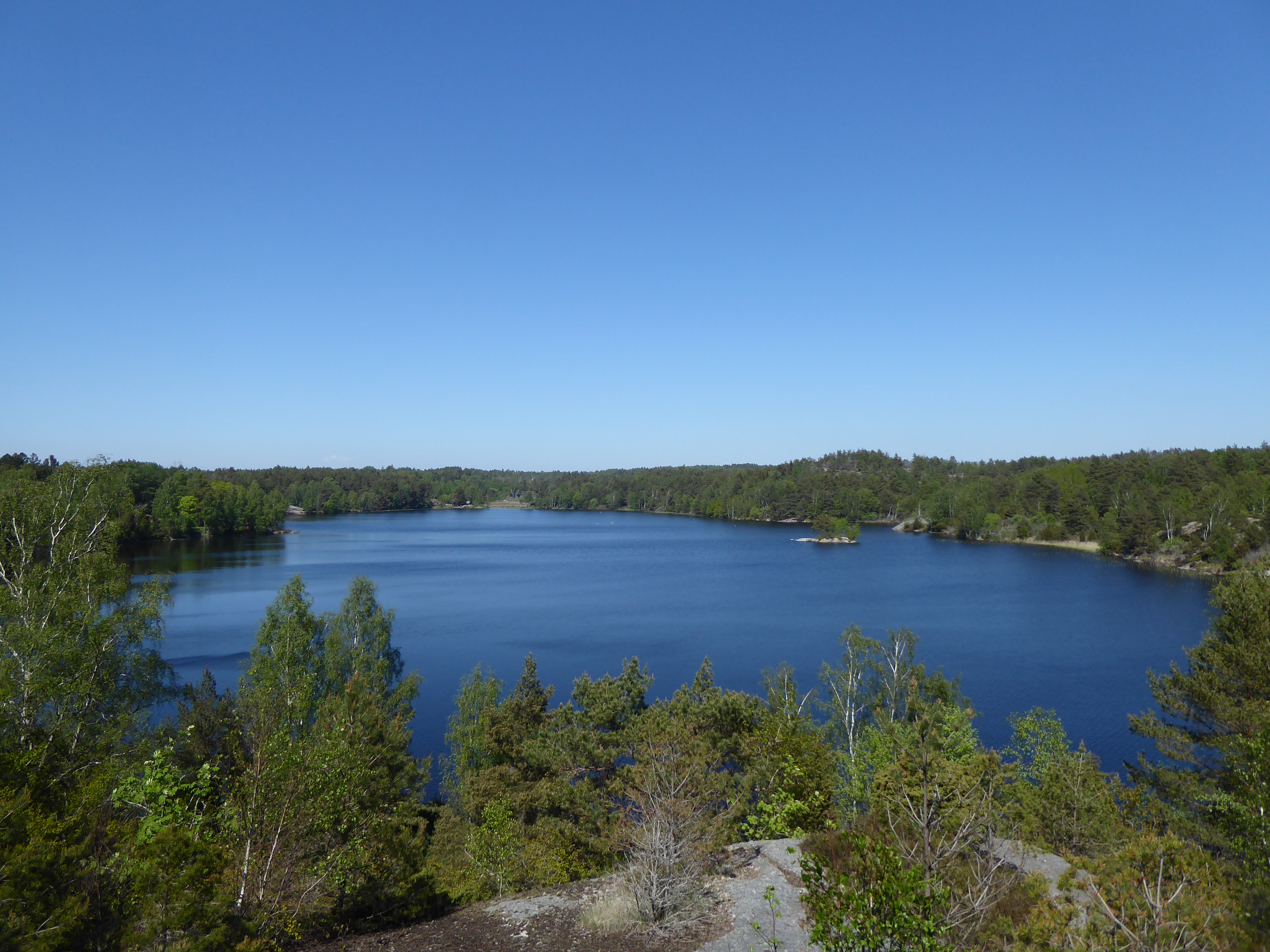
Oxsjön från söder 29 maj 2021.
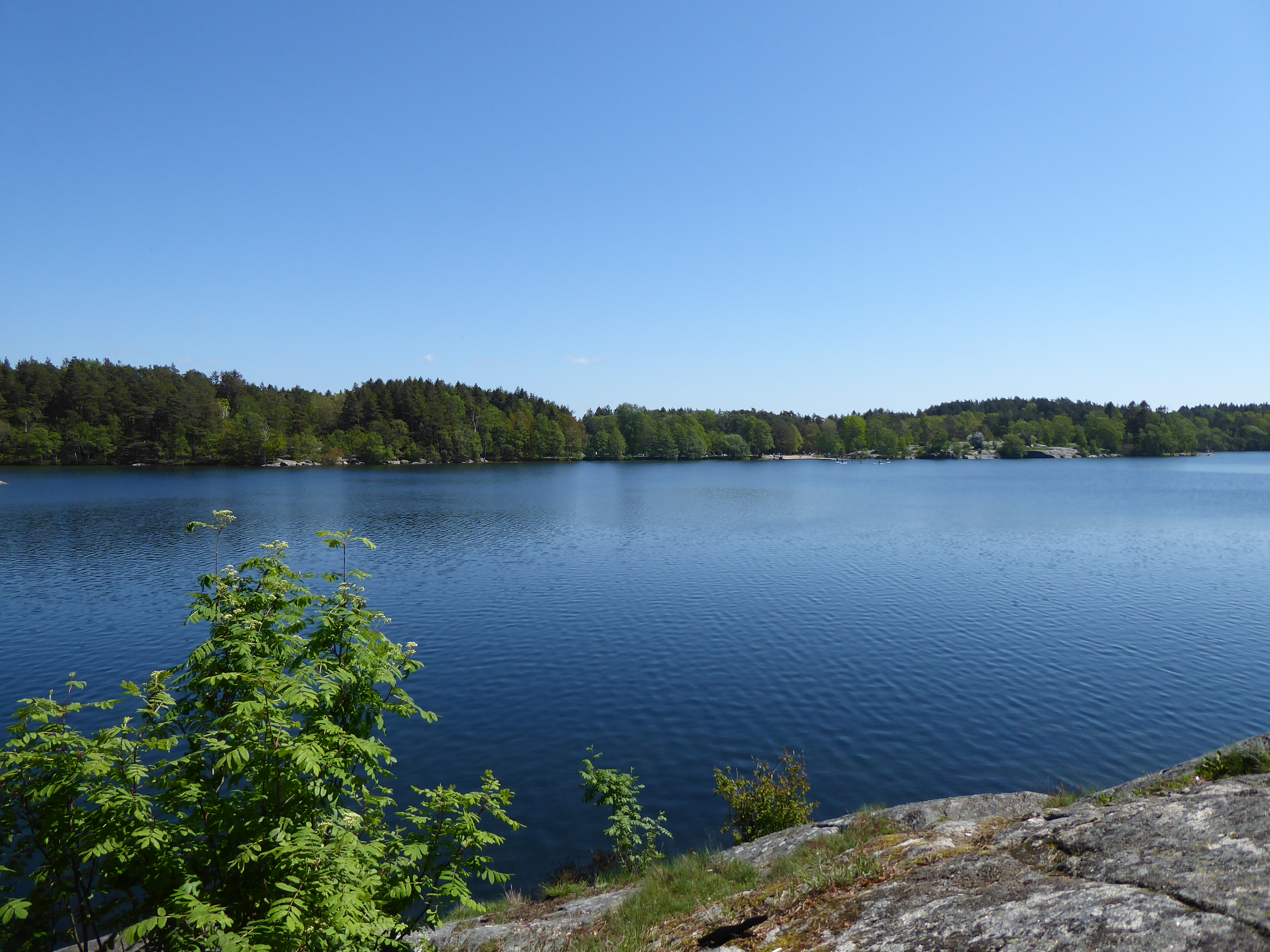
Sisjön från västra strandkanten den 29 maj 2021.

## Skyddsklass
Reservatet ingår i Natura 2000 och är skyddat enligt fågeldirektivet.

## Klimat
| Månad                | Jan. | Feb. | Mar. | Apr. | Maj  | Jun. | Jul. | Aug. | Sep. | Okt. | Nov. | Dec. | Hela året |
| -------------------- | ---- | ---- | ---- | ---- | ---- | ---- | ---- | ---- | ---- | ---- | ---- | ---- | --------- |
| Medeltemperatur (°C) | -2,3 | -2,5 | 0,9  | 4,9  | 10,6 | 14,4 | 15,6 | 15,0 | 11,7 | 7,8  | 3,4  | -0,5 | 6,6       |
| Medelnederbörd (mm)  | 68   | 44   | 54   | 46   | 55   | 66   | 77   | 83   | 93   | 95   | 91   | 78   | 849       |